# ویکی‌پدیای انگلیسی
ویکی‌پدیای انگلیسی (به انگلیسی: English Wikipedia) نسخهٔ انگلیسی‌زبان دانشنامهٔ ویکی‌پدیا است که اکنون با حدود هفت میلیون مقاله، قدیمی‌ترین و بزرگ‌ترین نسخه بین تمامی زبان‌های ویکی‌پدیاست. این نسخه در تاریخ ۱۵ ژانویهٔ ۲۰۰۱ به‌راه افتاد، در نوامبر ۲۰۱۵ به بیش از ۸۸٬۰۰۰ مقاله دست یافت. در سال ۲۰۰۷ یک‌چهارم کل مقاله‌ها در تمام ویکی‌پدیاها متعلق به زبان انگلیسی بوده است. در اکتبر ۲۰۱۵ هنگامی که متن مقالات ویکی‌پدیای انگلیسی را فشرده کردند، حجمی برابر با ۱۱۵۰۰ گیگابایت داشت. از ۶ ژوئن ۲۰۲۲، ویکی‌پدیای انگلیسی دارای بیشترین مقاله در بین تمامی نسخه‌ها، با ۶٬۵۰۶٬۶۳۸ مقاله تا آن تاریخ بوده است و هنوز تعداد مقالات و ویرایش‌های آن درحال گسترش به صورت ثانیه‌ای می‌باشد. یک میلیاردمین ویرایش در ویکی‌پدیای انگلیسی در تاریخ ۱۳ ژانویه ۲۰۲۱ رخ داد.
ویکی‌پدیای انگلیسی، هم‌اکنون ۱۶ اوت ۲۰۲۵ میلادی (۲۵ مرداد ۱۴۰۴ خورشیدی)، تعداد ۴۹٬۵۴۳٬۸۴۲ کاربرِ ثبت‌نام‌کرده، ۸۳۸ مدیر، و ۷٬۰۴۰٬۴۹۰ مقاله دارد.

## تاریخچه

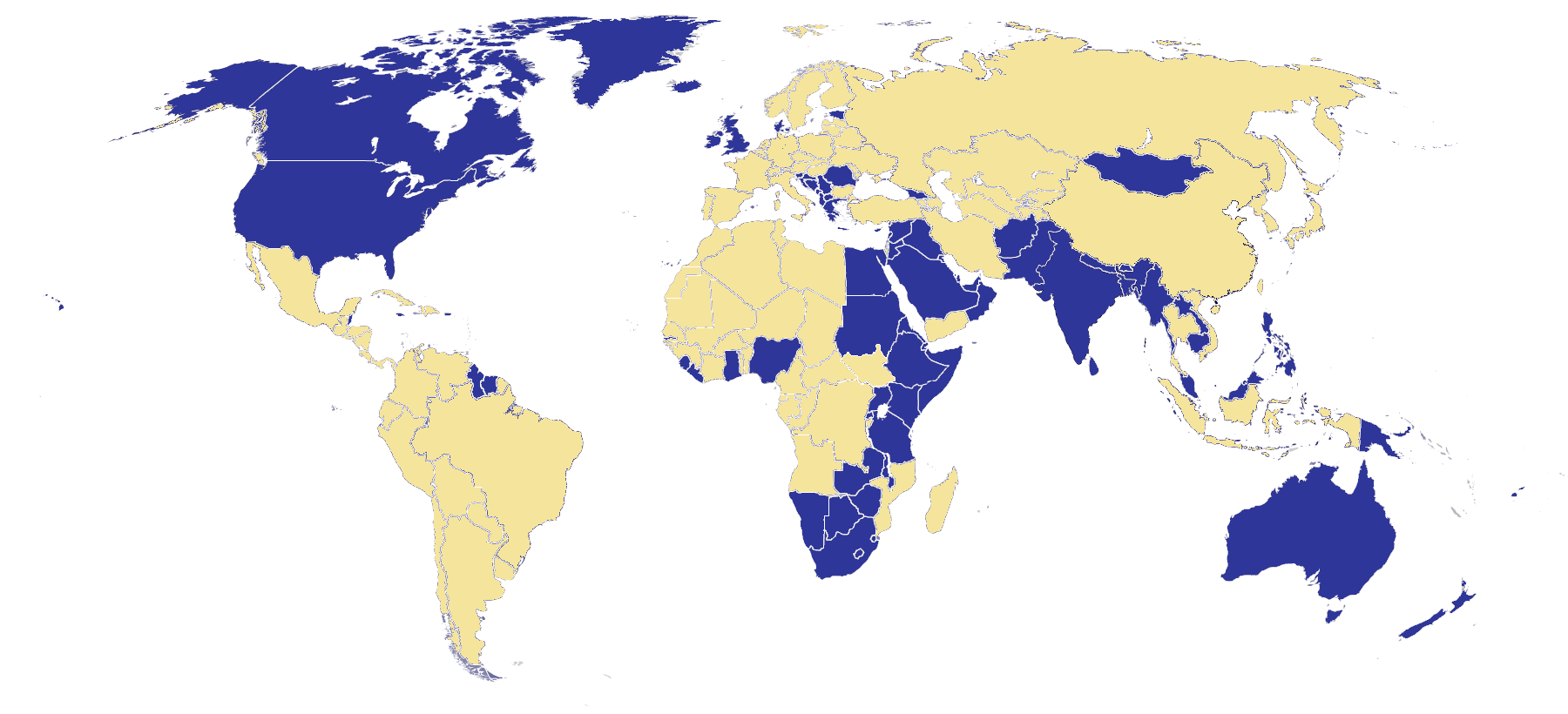
ویکی‌پدیای انگلیسی در جهان ویکی‌پدیای انگلیسی محبوب‌ترین نسخه ویکی‌پدیا در آن کشور است. ویکی‌پدیای انگلیسی محبوب‌ترین نسخه ویکی‌پدیا در آن کشور نیست.

ویکی‌پدیای انگلیسی در ۱۵ ژانویهٔ ۲۰۰۱ (۲۵ دی ۱۳۷۹) راه‌اندازی شد. تاریخچهٔ تعداد نوشتارهای آن از قرار زیر است:
- در نوامبر ۲۰۰۵ (آبان/آذر ۱۳۸۴) به بیش از ۸۸۰٬۰۰۰ مقاله رسید.
- در ۱ مارس ۲۰۰۶ (۱۱ اسفند ۱۳۸۴) به ۱ میلیون مقاله رسید.[۳]
- در ۹ سپتامبر ۲۰۰۷ (۱۸ شهریور ۱۳۸۶) به ۲ میلیون مقاله رسید.[۴]
- در ۱۳ اوت ۲۰۰۸ (۲۲ مرداد ۱۳۸۷) به ۲٫۵ میلیون مقاله رسید.[۵]
- در ۲۱ اوت ۲۰۰۹ (۳۰ مرداد ۱۳۸۸) به ۳ میلیون مقاله رسید.[۶]
- در ۱۳ دسامبر ۲۰۱۰ (۲۲ آذر ۱۳۸۹) به ۳٫۵ میلیون مقاله رسید.[۷]
- در ۱۳ ژوئیه ۲۰۱۲ (۲۳ تیر ۱۳۹۱) به ۴ میلیون مقاله رسید.[۸]
- در ۲۵ آوریل ۲۰۱۴ (۵ اردیبهشت ۱۳۹۳) به ۴٫۵ میلیون مقاله رسید.[۹]
- در ۱ سپتامبر ۲۰۱۵ (۱۰ آبان ۱۳۹۴) به ۵ میلیون مقاله رسید.[۱۰]
- در ۲۳ ژانویه ۲۰۲۰ (۳ بهمن ۱۳۹۸) به ۶ میلیون مقاله رسید.[۱۱]
- هم‌اکنون: ۷٬۰۴۰٬۴۹۰

## چالش‌ها و مشکلات

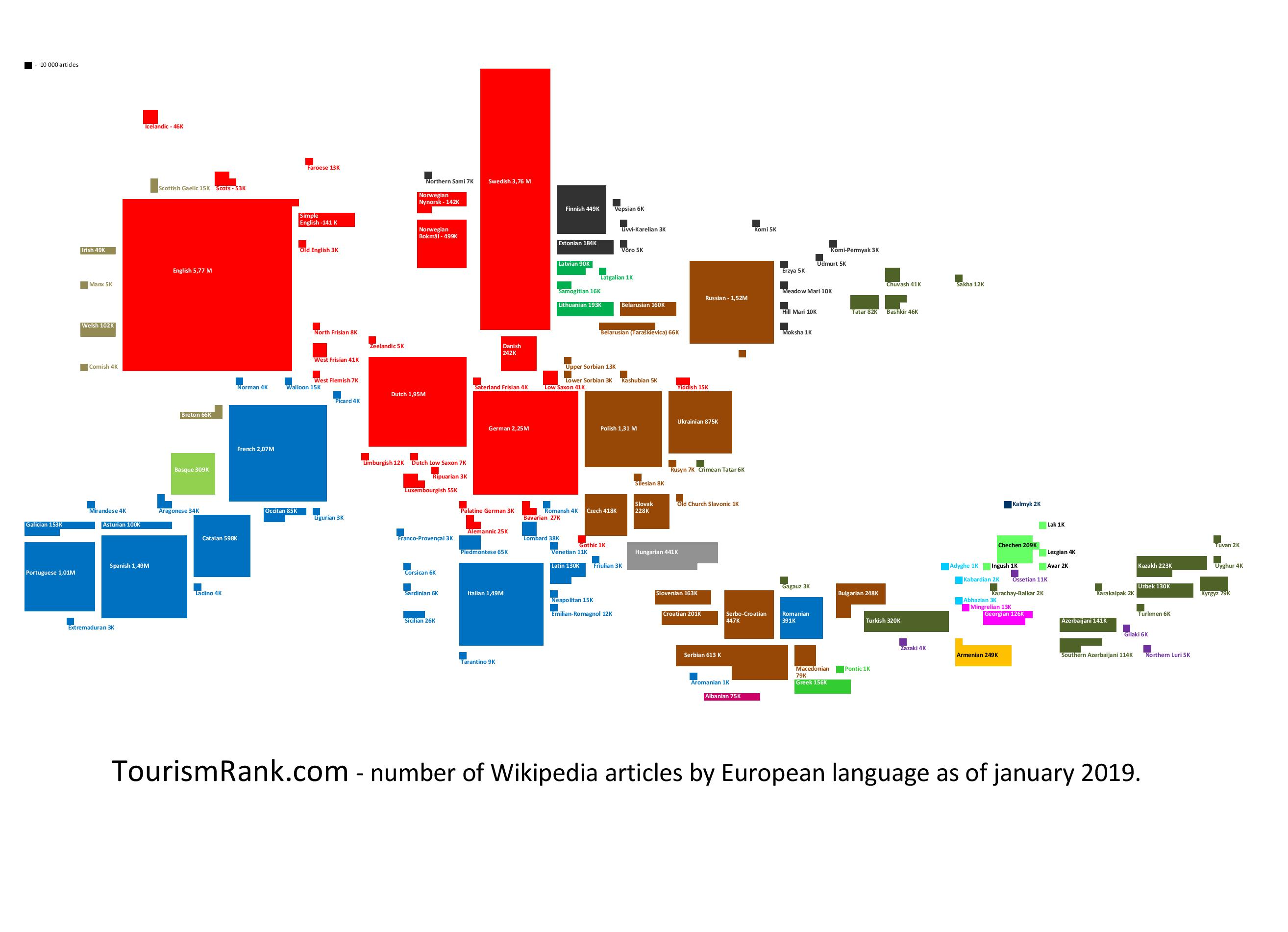
ویکی‌پدیاهای مختلف دربرابر ویکی‌پدیای انگلیسی - آمار سال ۲۰۱۹

یکی از بحث‌هایی که دربارهٔ ویکی‌پدیای انگلیسی وجود دارد این است که کدام یک از گونه‌های ملی این زبان باید مورد استفاده قرار گیرد. این در حالی است که بزرگ‌ترین نامزدان عبارت‌اند از: انگلیسی آمریکایی و انگلیسی معیار پیشنهادهای زیادی توسط ویرایشگران داده شده است؛ از استانداردسازی زبان طبق یک گویش گرفته تا ایجاد شاخه برای پروژهٔ ویکی‌پدیای انگلیسی. اگرچه سیاست بالفعل این است که گویش‌های زبانیِ متنوعِ این زبان تنها برای مقالات مربوط به متکلمان آن مورد استفاده قرار گیرد (مثلاً انگلیسی کانادایی برای موضوعات مرتبط با کانادا)، ولی گویش‌های دیگر نیز اجازهٔ مشارکت در آن‌ها را دارند، البته تا زمانی که یک گویش ثابت در کل متن رعایت شود.

## انتقال روی دی‌ان‌ای
یک استارتاپ به نام «کاتالوگ» (Catalog) همهٔ ۱۶ گیگابایت ویکی‌پدیای به زبان انگلیسی را تنها روی یک دی‌ان‌ای ذخیره کرد.

### آمارها
- آمارهای ویکی‌پدیای انگلیسی
- اندازهٔ ویکی‌پدیای انگلیسی
- مدل‌سازی رشد ویکی‌پدیای انگلیسی
- آمار بازدید از صفحات ویکی‌پدیای انگلیسی
- مدل‌سازی بازدید از مقالات ویکی‌پدیا